# Quibaxe
Quimbaxe é uma cidade e comuna angolana da província do Bengo, pertencente ao município dos Dembos, sendo a sede deste.

## História
Entre 1810 e 1857, a cidade de Quibaxe foi a capital do distrito dos Dembos, a partir da repartição do distrito de Golungo Alto. O distrito dos Dembos foi o precursor da província do Bengo.

## Infraestrutura

### Energia
Até 1992 a cidade possuía uma subestação de energia elétrica, quando batalhas da Guerra Civil Angolana destruíram as estruturas de abastecimento elétrico; desde então depende do abastecimento vindo de geradores, que são ligados às 18h30min, funcionando até às 23h00min.
Já o abastecimento energético de combustíveis é feito por dois postos de distribuição.

### Pavimentação asfáltica

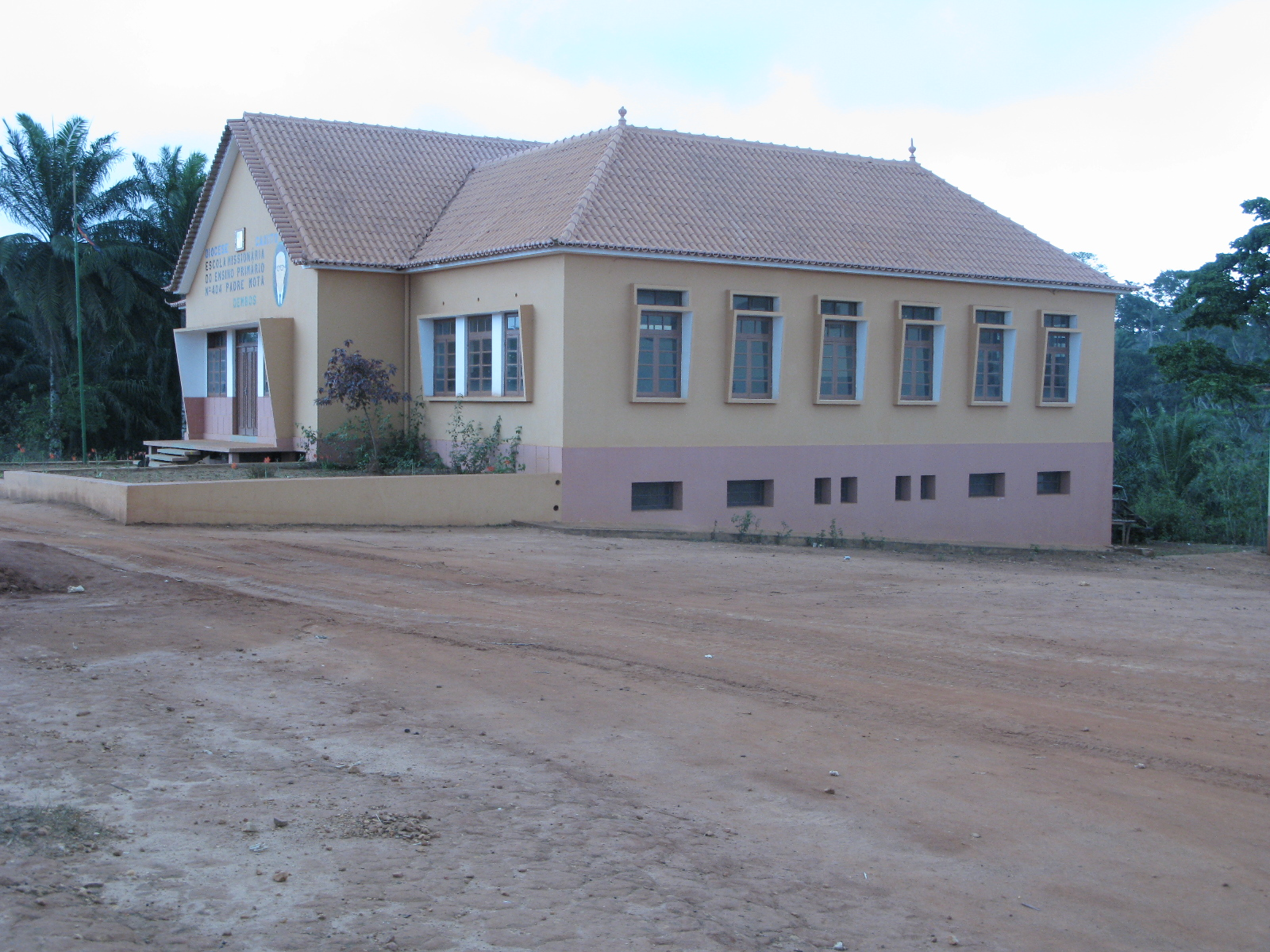
Escola Primária da Missão Católica dos Dembos, em 2009.

A maioria das ruas da cidade ainda não possui pavimento asfáltico, de bloquetes ou de concreto.

### Saúde
A cidade sedia o Hospital Regional dos Dembos, porém problemas de funcionamento, como falta de medicamentos, tornam o atendimento precário.

### Estrutura urbana
A partir de 2014 o governo angolano entregou 200 unidades residenciais para a cidade. Há muitos prédios históricos remanescentes da era colonial.

## Economia
O principal sustentáculo econômico de Quibaxe é a agropecuária.